# Biot
Biot è un comune francese di 9 746 abitanti situato nel dipartimento delle Alpi Marittime nella regione della Provenza-Alpi-Costa Azzurra.

## Storia
Anticamente abitato da popolazioni celtiche, fu conquistato dai Romani duemila anni fa, che vi restarono per circa cinquecento anni.
Nel 1209 fu un villaggio di una commenda di Cavalieri Templari a cui si sostituirono nel 1312 i Cavalieri di Malta, di cui restano testimonianze ancora oggi.
Nel 1387 il paese venne distrutto dalla guerra, nel 1470 fu ripopolato con 50 famiglie emigrate dalla Liguria occidentale, che ne divennero la maggioranza della popolazione. Ancora oggi diversi abitanti parlano il dialetto locale: la variante "Biot" del Figun.

## Cultura

### Musei
- Il Museo Nazionale Fernard Léger inaugurato nel 1960;[3]
- Il Museo di Storia e della ceramica istituito nel 1980[4];
- L'Ecomuseo del vetro[5].

## Società

### Evoluzione demografica

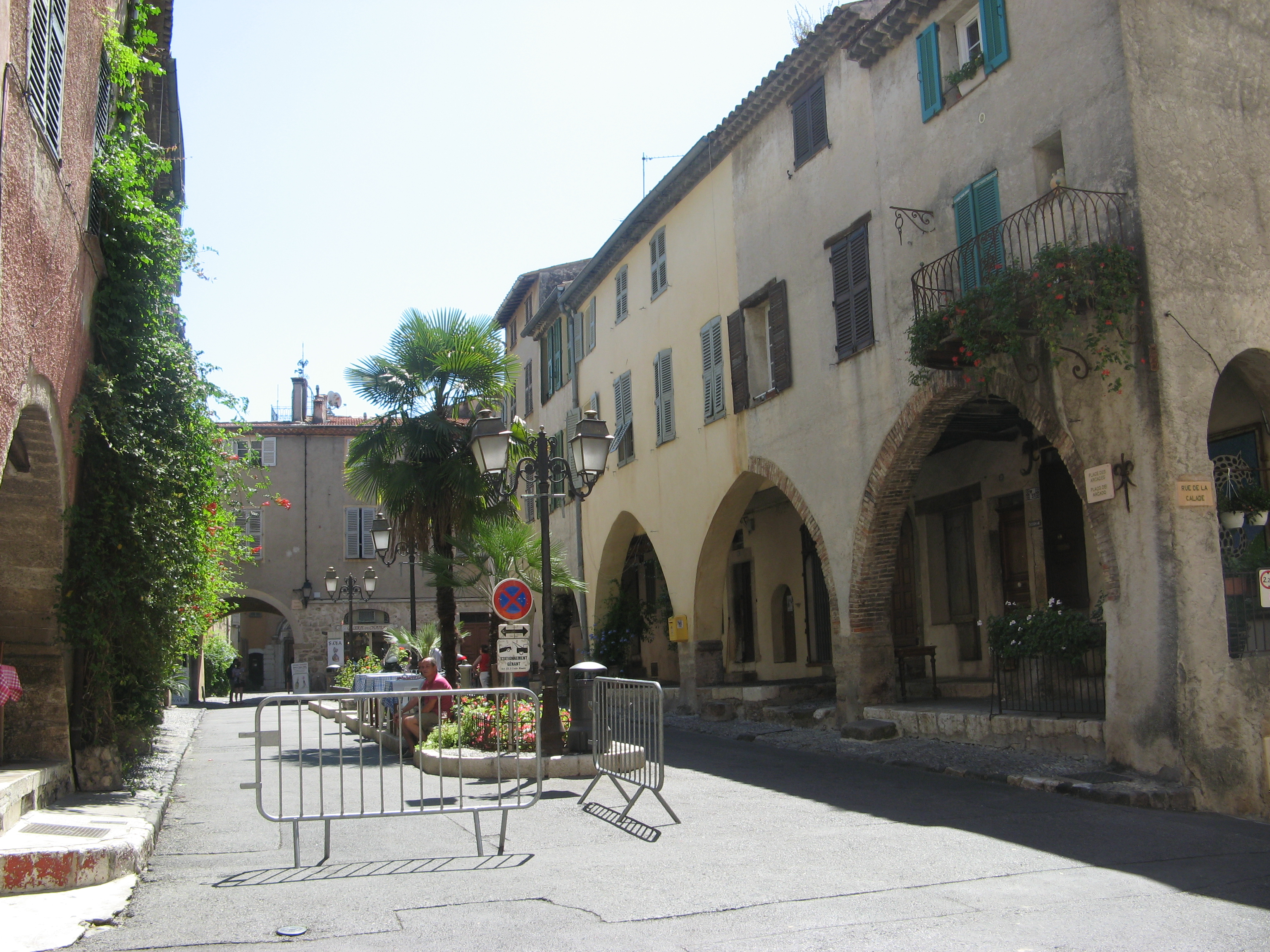
Place des Arcades

Abitanti censiti